# Naoya Shiga
Naoya Shiga (志賀直哉?, Shiga Naoya; Ishinomaki, 20 febbraio 1883 – Tokyo, 21 ottobre 1971) è stato uno scrittore giapponese.
Uno degli scrittori rappresentativi del movimento sorto attorno alla rivista Shirakaba. Le sue opere più importanti sono An'ya kōro, Wakai, Kozō no kamisama e Kinosaki nite.

## Biografia
Dopo avere frequentato il Gakushūin fino alle scuole superiori, si iscrive alla facoltà di letteratura inglese dell'università imperiale di Tōkyō. Studia per sette anni sotto la guida di Uchimura Kanzō, cristiano, ma nel 1908 decide di allontanarsi dalla religione. Cambia facoltà universitaria, passando a letteratura, ma abbandona gli studi e nel 1910 partecipa, insieme ai suoi amici del Gakushūin come Mushanokōji Saneatsu alla fondazione della rivista Shirakaba. In questo periodo il rapporto con il padre, già instabile a causa del suo desiderio di diventare scrittore, si deteriora ulteriormente e Naoya decide di andarsene di casa. Nel 1917 si riconcilia con il padre; a questo avvenimento si riferisce uno dei suoi testi (Wakai, che significa, appunto, 'riconciliazione').
Nello stesso anno pubblica anche Kinosaki nite. Seguono diverse opere, tra cui An'ya kōro (1921-1937). Questo è l'unico romanzo lungo di Shiga Naoya e viene spesso considerato l'opera emblematica della letteratura giapponese moderna. Nel 1949 viene insignito del premio al merito culturale.
Muore a 88 anni a causa di un'infiammazione polmonare.
Molti dei suoi allievi divennero scrittori: Takii Kōsaku, Ozaki Kazuo, Amino Kiku, Fujieda Shizuo, Shimamura Risei, Naoi Kiyoshi e Agawa Hiroyuki.

## Cronologia
- 1883 – Nasce il 20 febbraio nella città di Ishinomaki, secondogenito del banchiere Naoharu. La madre si chiama Gin. Il nonno era un samurai dello han di Sōma.
- 1889 – Comincia le elementari al Gakushūin.
- 1895 – Prosegue gli studi alle medie del Gakushūin.
- 1901 – Ha uno scontro con il padre in merito a un incidente accaduto nella miniera di rame di Ashio. Questa diventerà in seguito una delle ragioni della loro rottura. (Shiga Naoya voleva partecipare al gruppo di studio sull'incidente, mentre il padre si oppose in quanto il nonno aveva in passato gestito quella miniera).
- 1906 – Si iscrive all'università imperiale di Tōkyō.
- 1907 – Nuovo scontro con il padre, che si oppone al suo matrimonio.
- 1908 – Pubblica la sua prima opera: Aru asa.
  - È l'anno in cui inizia la circolazione fra gli studenti della rivista Mochino.
- 1910 – Inizia la pubblicazione di Shirakaba.
  - Pubblica Abashiri made.
  - Abbandona gli studi universitari.
- 1912 – Pubblica Ōzu Junkichi e Seigiha.
  - A ottobre, a causa del dissidio con il padre, decide di lasciare Tōkyō per la città di Onomichi nella prefettura di Hiroshima.
- 1913 – Pubblica Seibei to hyōtan.
- 1914 – Si lega con una promessa di matrimonio a Kadenokōji Yasuko, cugina di Mushanokōji Saneatsu.
- 1915 – Consigliato da Yanagi Muneyoshi, si trasferisce a Abiko, nella prefettura di Chiba.
- 1917 – Pubblica Kinosaki nite e Wakai.
  - I dissidi con il padre si appianano.
- 1920 – Pubblica Kozō no kamisama e Takibi.
- 1921 – Pubblica la prima parte di An'ya kōro.
- 1931 – A novembre ospita Takiji Kobayashi con cui ha una proficua conversazione.
- 1933 – Pubblica Banreki akae.
- 1937 – Pubblica la seconda e ultima parte di An'ya kōro.
- 1949 – Viene insignito del premio al merito culturale.
- 1971 – Muore il 21 ottobre.

## Critica
Scrittore della corrente Shirakaba, anche se nelle sue opere sono stati rilevati anche degli influssi naturalistici. È stato spesso apprezzato il suo stile spartano e senza forzature. Per questo motivo, le sue opere sono utilizzate anche come materiale di studio per gli apprendisti scrittori. Lo stesso Akutagawa Ryūnosuke apprezzò largamente le opere tarde di Shiga Naoya, definendole come proprio ideale creativo. I giovani scrittori suoi contemporanei lo veneravano al punto di chiamarlo "shōsetsu no kamisama" (il Dio del romanzo) parafrasando il titolo del suo romanzo Kozō no kamisama.
Tra le critiche alle sue opere, sono famose quelle indirizzate da Dazai Osamu nel romanzo Tsugaru a cui Shiga reagì con un violento attacco. Dazai continuò l'offensiva in una critica a puntate dal titolo Nyozegamon.
Tra gli ammiratori dello stile di Shiga Naoya figura anche Kobayashi Takiji. Questi va considerato tra i pionieri della letteratura proletaria, fortemente influenzata dal partito comunista, che si voleva in contrasto con "la letteratura dei padroni", quale poteva essere considerata quella di Shiga Naoya.
Durante la seconda guerra mondiale Shiga Naoya scrisse alcuni libretti e racconti a supporto della causa nazionalista e militare, ma dopo la fine delle ostilità cambiò rotta immediatamente. Fu criticato perché predicò persino l'abolizione del giapponese in favore del francese come lingua nazionale. Tra i suoi critici più accaniti va citato Maruya Saiichi. Dalla parte di Shiga Naoya invece si trovava Hasumi Shigehiko che ne tessé le lodi in Hannihongoron e Hyōsō hihan sengen.

## Opere
- An'ya kōro
- Kinosaki nite
- Wakai
- Abashiri made
- Ōzu Junkichi
- Seibei to hyōtan
- Kozō no kamisama
- Akanishi Kakita